# Киселёв, Пётр Александрович
Пётр Александрович Киселёв (15 (28) января 1909, Красный Холм, Тверская губерния — 1968, Ленинград) — советский футболист, выступавший на позиции защитника. Сыграл 130 матчей в высшей лиге СССР.

## Биография
В начале карьеры выступал в Ленинграде за «Рабис» и «Балтвод» — команду Балтийского завода имени Орджоникидзе. В 1935 году присоединился к ленинградскому «Динамо» и в его составе в следующем году дебютировал в первом сезоне чемпионата СССР среди клубов. В сборной Ленинграда выступал в 1934—37 годах; участвовал в матче против сборной Басконии. В 1938 году был включён в список 55 лучших игроков под № 4. Всего в составе ленинградского «Динамо» сыграл 75 матчей в чемпионате страны.
В 1940 году перешёл в московский «Металлург», а с 1941 года играл за московское «Динамо», провёл 10 матчей в прерванном войной чемпионате 1941 года, а также 10 матчей в чемпионатах и 8 матчей в кубках Москвы военных лет (1941, 1942). С 1943 года играл в этих же турнирах за московский «Локомотив», в том числе и в первом послевоенном чемпионате СССР 1945 года (сыграл 21 матч). В 1946 году выступал в классе «Б» за московский «Буревестник».
После завершения игровой карьеры в течение двух лет работал в тренерском штабе ленинградского «Зенита», а затем много лет возглавлял городскую армейскую команду.
Скончался в 1968 году в Ленинграде на 60-м году жизни.